# Otto Fahnehjelm
Bernhard Otto Fahnehjelm, född 5 oktober 1846 i Stockholm, död 2 mars 1911 i Bryssel, var en svensk ingenjör och uppfinnare.

## Biografi
Fahnehjelm avlade mogenhetsexamen vid Nya elementarskolan och studerade 1865–1868 vid Teknologiska Institutet (nuvarande KTH). Redan från början intresserade han sig för cement, som vid denna tid inte alls tillverkades i Sverige. Han gjorde praktik i England 1869–1870 och vid hemkomsten undersökte han de svenska kalkarterna, vilket ledde till grundandet av Skånska cementaktiebolaget. Fram till 1872 arbetade han där med ritningar för byggnaderna. Han var 1872–1874 föreståndare för cementfabriker i Stettin i dåvarande Tyskland. Från 1874 var han verksam i Stockholm som konsult och entreprenör med inriktning på cement-, tegel- och kalkbruk. Han var också medgrundare till cementfabriker i Visby, på Öland och i Hällekis. För sitt arbete Om svenska kalkarters och lerors användbarhet till beredning av Portlandcement och hydraulisk kalk (Ingenjörsföreningens förhandlingar, 1879) belönades han 1879 med Polhemspriset.
Han grundade 1878 firman Fahnehjelm & C:o för tillverkning av rör och sanitära anläggningar. Bland annat var han den förste i Sverige att tillämpa septiska tankar för avloppsrening.
Otto Fahnehjelm uppfann en gaslampa, Fahnehjelmska ljuset, ett gasglödljus med eldfasta oxider, som var en direkt föregångare till Auerljuset. Han uppfann även en kalkugn för förbränning av gas och hade ett patent rörande laddning av bergsskott (antagligen användbart vid kalkbrytningen). Han var mycket aktiv som styrelseledamot och ordförande inom den 1886 bildade Svenska Uppfinnareföreningen.
Han intresserade sig även för odling av silkesmask i Sverige och han utgav på 1870-talet skrifter åt den förening som bildats för detta syfte.
Han reste mycket både i Europa och Amerika. Under flera år led han av en kronisk bröstsjukdom, som till slut tog hans liv under ett besök i Bryssel.

## Utmärkelser
Ingenjörsföreningens Polhems-medalj i guld, 1879.

## Skrifter
- Några ord om eksilkesmasken och silkesodlingen (1869)
- Öfversikt af eksilkesmaskens (Bombyx Yama-Maï) utveckling och vård (1869)
- Meteorfallet i Fittja socken af Upsala län den 1sta januari 1869 (1869)
- Anteckningar om portland-cement och dermed sammanhörande ämnen : gjorda under en resa i England och Frankrike 1869 (1871)
- Utlåtande öfver vissa gotländska kalk-och mergelarters användbarhet till beredning af Portlands-cement jämte kostnadsförslag samt räntabilitetsberäkning för en cement-fabrik vid Visby (1876)
- Om rörledningar inomhus samt de olägenheter och faror de medföra (1901), föredrag hållet i Hälsovårdsföreningen i Stockholm i december 1899
- Langs kvarn vid Visby (1902)
- Om kloakvattnets rening medelst septisk tank (1903), föredrag vid Svenska teknologföreningens andra sektions sammanträde den 21 januari 1903
- Anförande på diskussionsmötet den 22 maj 1908 ang. den rådande penningkrisen (1908)

## Familj
Otto Fahnehjelm var son till mekanikern i flottan Anton Ludvig Fahnehjelm och sonson till vice presidenten Per Georg Fahnehielm, utgivaren av de värdepapper som kallas"Fahnehielmare". Förfadern Peder Jönsson Kempe var kapten vid Östgöta infanteriregemente och adlades 1647 med namnet Fahnehielm (adlig ätt nr 406).